# Mana (gemeente in Frans-Guyana)
Mana is een plaats en gemeente in Frans-Guyana. De gemeente telde 11.364 inwoners op 1 januari 2022.
De plaats ligt in het westen van Frans Guyana in de buurt van de rivier de Mana in de buurt van de monding van de Marowijne. De plaats kende een bloeiperiode als vertrekpunt voor goudzoekers op de rivier Mana. In de gemeente wordt er veel rijst verbouwd.
De naamgevende hoofdplaats is in 1828 gesticht door zuster Anne-Marie Javouhey. Het Hmong-dorpje Javouhey is in 1978 gesticht voor vluchtelingen van de Laotiaanse Burgeroorlog. In 1988 is Awala-Yalimapo, twee dorpen die bewoond worden door Kari’na inheemsen, afgesplitst als zelfstandige gemeente.
Het natuurreservaat Amana bevindt zich aan de Atlantische kust en is samen met naburige natuurreservaat Galibi in Suriname één van 's werelds belangrijkste broedplaatsen van de lederschildpad.

## Geschiedenis
In 1828 werd zuster Anne-Marie Javouhey (1779-1851) door het ministerie van Marine en Koloniën naar Frans-Guyana gestuurd om een kolonie te stichten, nadat een poging tot kolonisatie in 1763 was mislukt. Er verbleven oorspronkelijk 33 blanken in het dorp, en Javouhey nodigde inheemsen en creolen uit om zich in het dorp te vestigen en de gemeenschap te versterken. Ook zorgde ze ervoor dat 477 Afrikanen, die van illegale slavenschepen waren gehaald, in het dorp kwamen wonen. In 1833 stichtte Javouhey een leprozerie in Acarouany. Haar houding tegenover slavernij bracht haar vaak in conflict met de autoriteiten. In 1843 verliet ze de kolonie nadat een plan om slavenkinderen op te leiden was geweigerd, en keerde ze terug naar Frankrijk. In 1950 werd Javouhey zalig verklaard door Paus Pius XII.

## Economie
De economie van Mana is voornamelijk gebaseerd op landbouw en met name de rijstteelt, en goudwinning. Montagne d'Or was gepland als de grootste goudmijn van Frankrijk en was gesitueerd naast het natuurreservaat Lucifer Dékou-Dékou. In 2019 heeft Emmanuel Macron zich gedistantieerd van het project. De status van het project is nog onbekend, omdat het gevecht zich heeft verplaatst naar de rechtbank.

## Dorpen

### Acarouany
Acarouany (5° 36′ NB, 53° 49′ WL) was een leprozerie opgericht in 1833 door Javouhey, die tot 1979 heeft bestaan. In 1986 werd een vluchtelingenkamp opgericht in Acarouny voor de Binnenlandse Oorlog in Suriname, en bood plaats aan 1.465 vluchtelingen. Het kamp werd in 1992 gesloten, en Acarouany was voor een korte periode een spookstad, echter illegale Surinaamse, Braziliaanse vluchtelingen tezamen met naburige Hmong namen bezit van het dorp.

### Charvein
Charvein (5° 34′ NB, 53° 54′ WL) was een bagne (strafkolonie) voor de incorrigibles, de "onverbeterlijke" gevangenen. Het kamp was in 1896 geopend, en had een bijzonder slechte reputatie; vele gevangenen hebben het kamp niet overleefd. In 1938 is het kamp gesloten. In 1986 werd een Surinaams vluchtelingenkamp opgericht in Charvein voor 1.063 vluchtelingen. Vele vluchtelingen zijn in het dorp blijven wonen, en het is uitgegroeid tot één van de grotere dorpen van de gemeente met ongeveer 2.000 inwoners in 2019. Vanuit Charvein liep er een 22km lange spoorlijn op meterspoor naar Saint-Laurent-du-Maroni.

### Javouhey
Javouhey (5° 36′ NB, 53° 49′ WL) is in 1978 opgericht als tweede vestigingsplaats na Cacao, voor Hmong vluchtelingen die tijdens de Laotiaanse Burgeroorlog of Geheime Oorlog aan de kant van de Fransen en Amerikanen hadden gevochten. De locatie was eerder in 1822 gebruikt door Anne-Marie Javouhey als landbouwkolonie. Frans-Guyana was uitgekozen, omdat het klimaat en omstandigheden vergelijkbaar zijn met Laos. In 2019 telde Javouhey ongeveer 1.500 inwoners.

## Demografie
Mana was dunbevolkt met 1.429 inwoners in een gebied van 6,333 km² in 1982, maar is gestegen naar 11.675 inwoners in 2019.

## Galerij

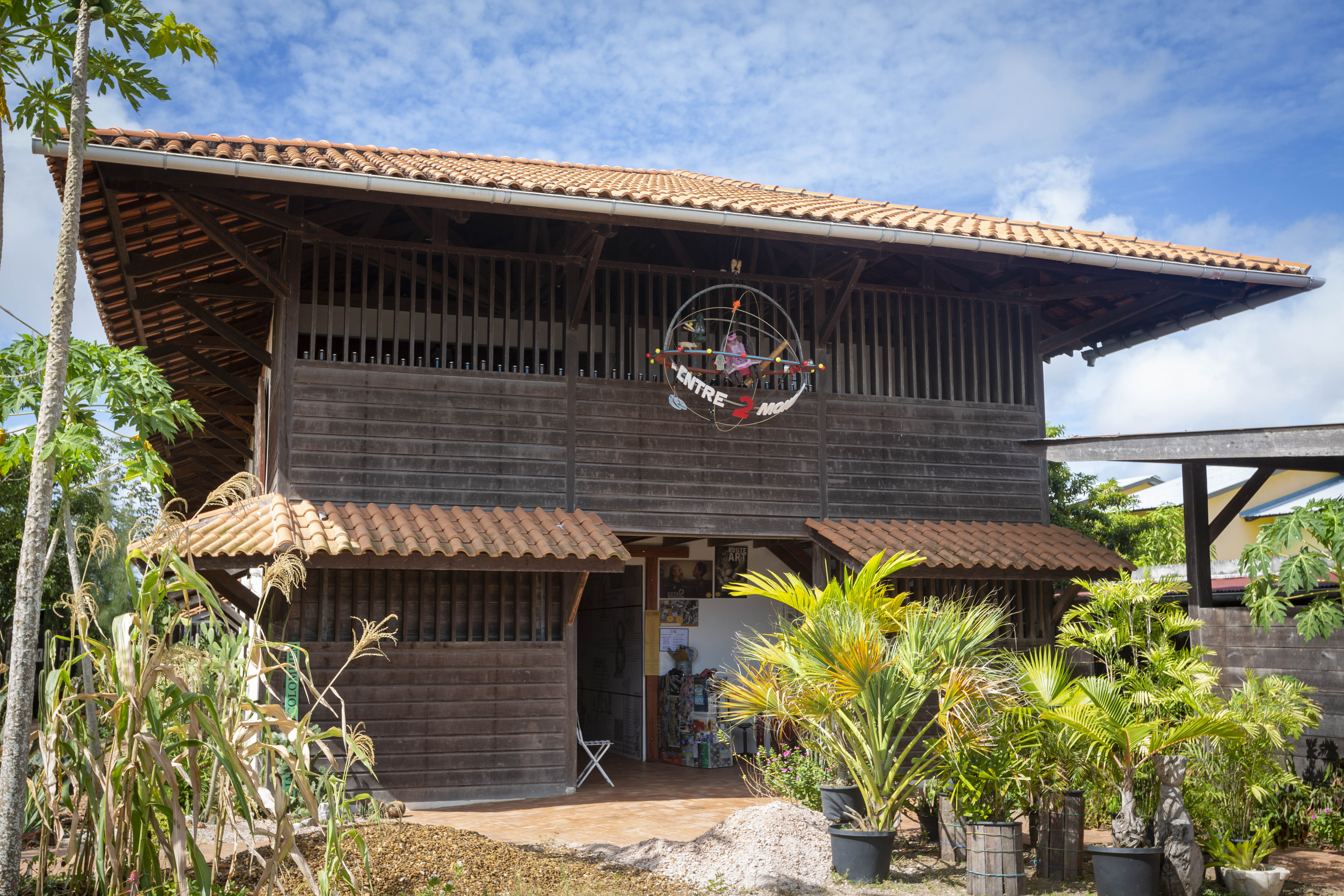
Woning in Mana
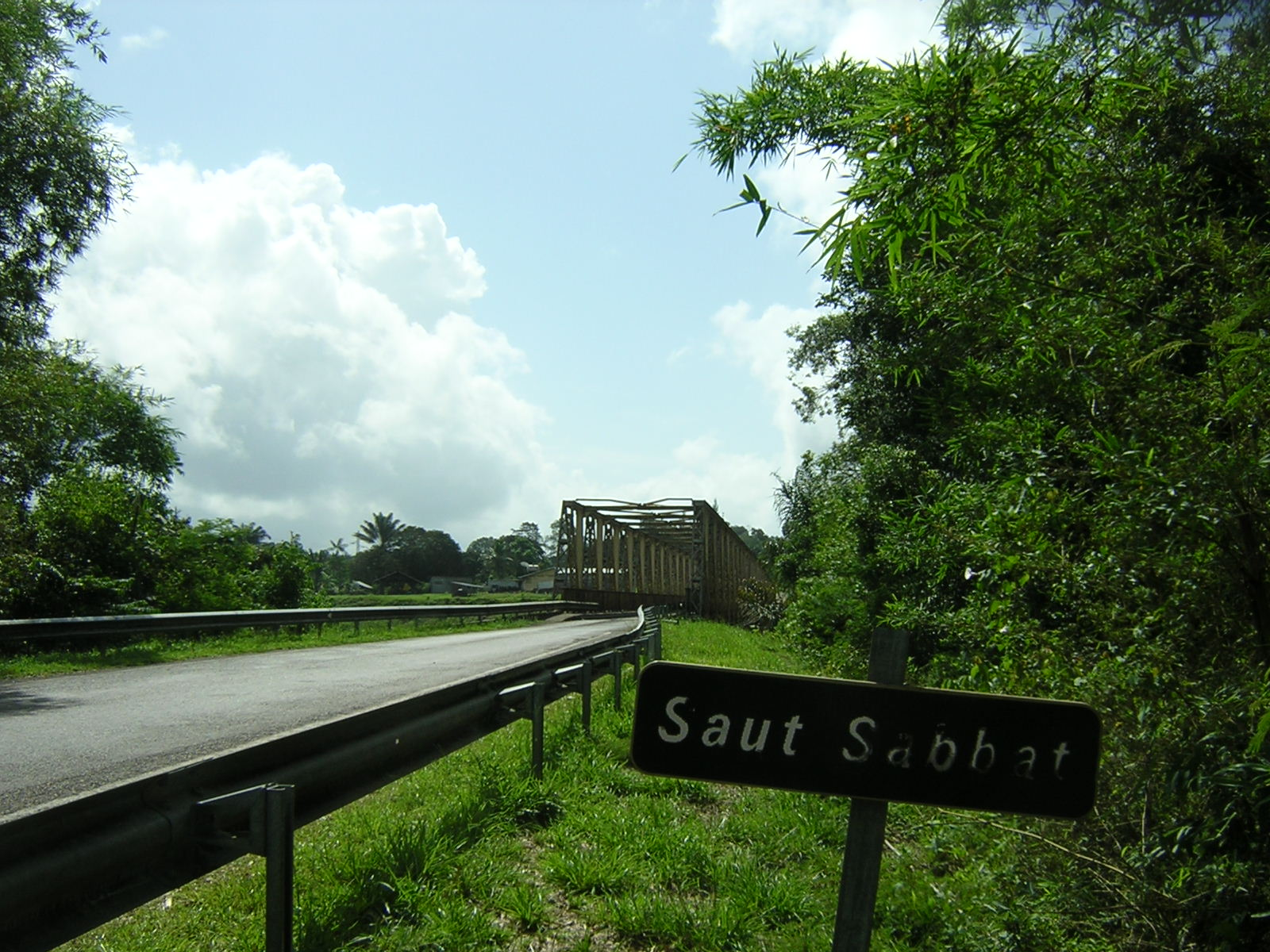
Brug op de weg naar Mana
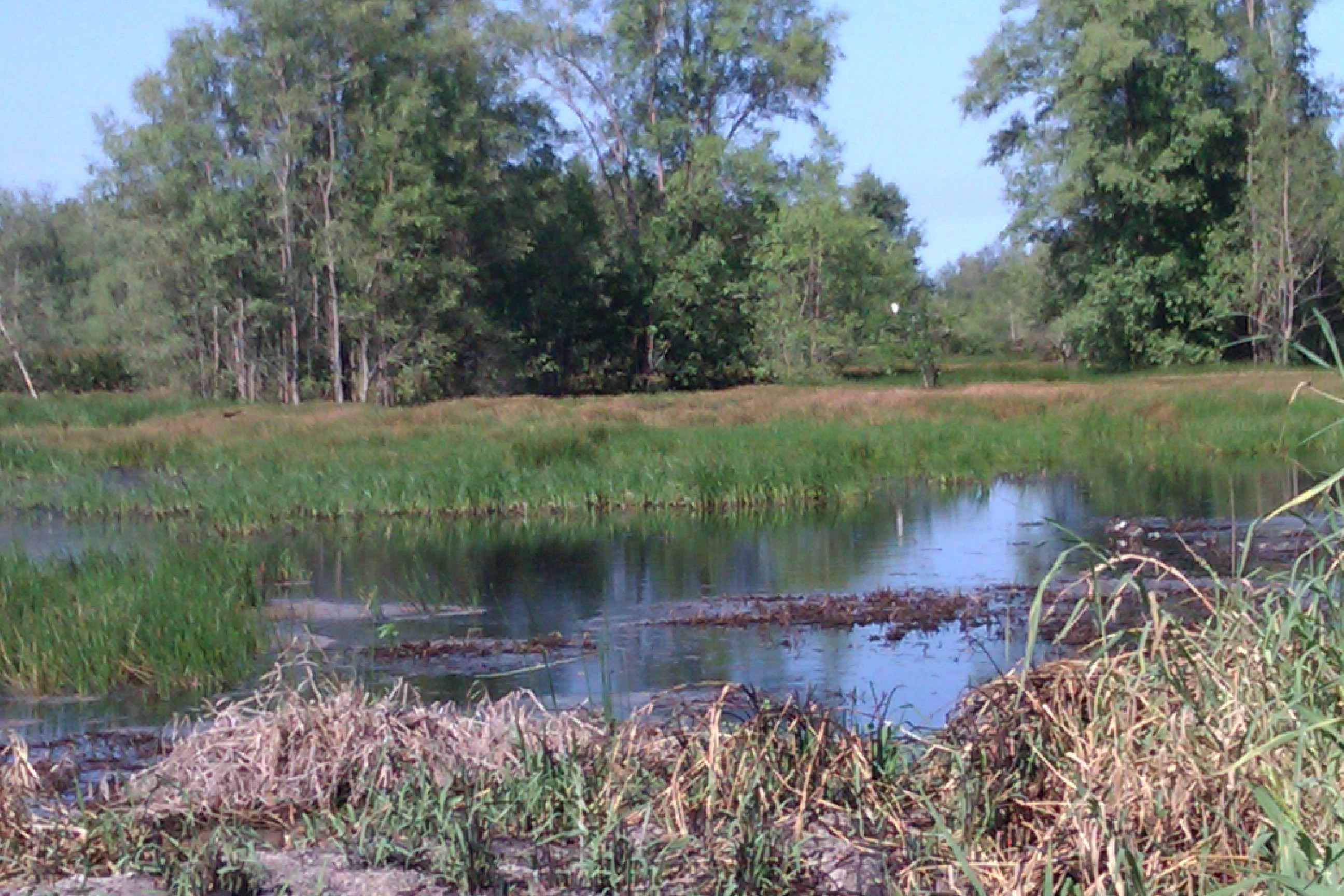
Natuurreservaat Amana
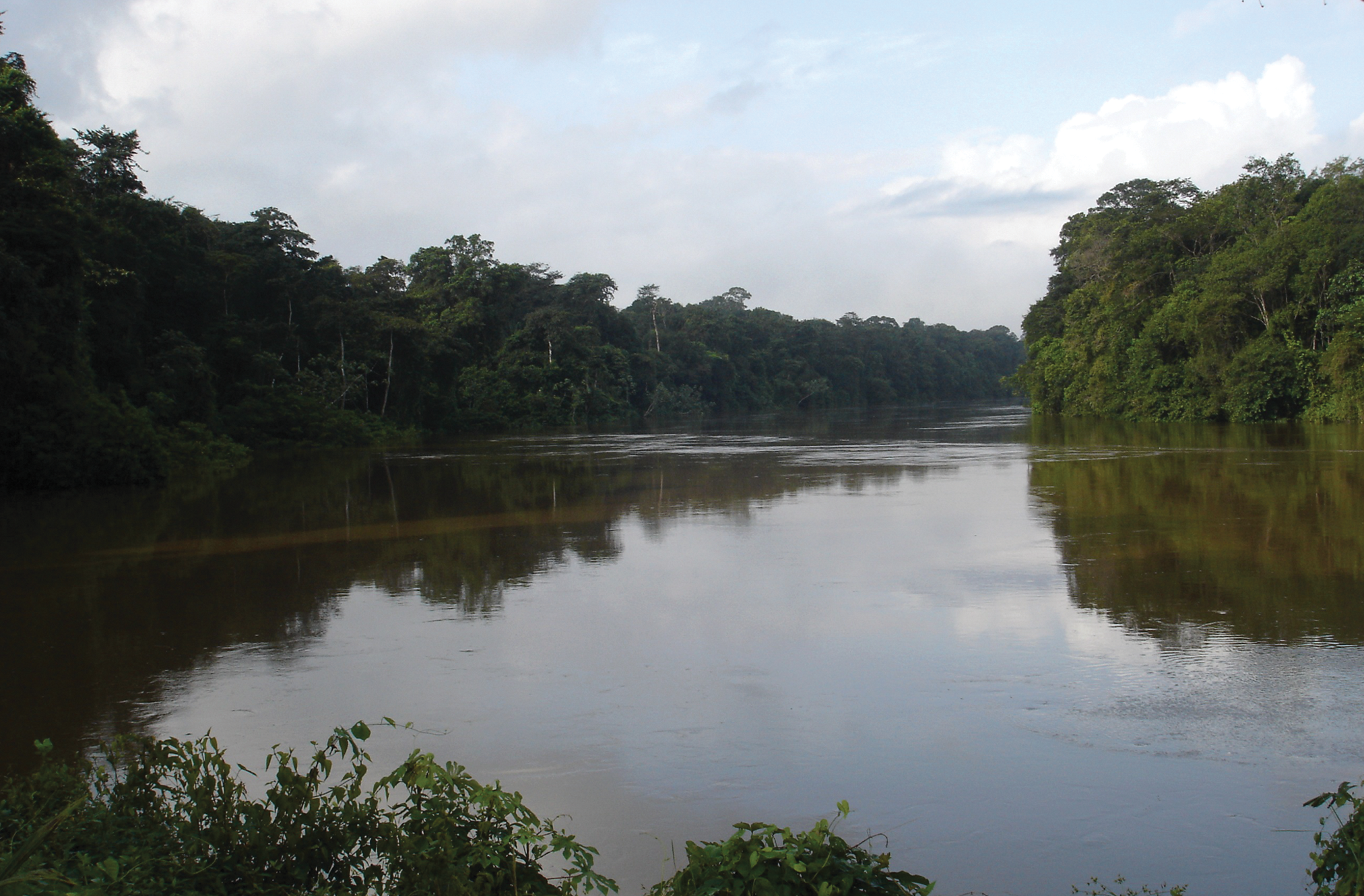
De rivier Mana